# Sasha Mitchell
Sasha Mitchell (27 de julho de 1967) é um ator norte-americano, mais conhecido por seus papéis na televisão como James Richard Beaumont em Dallas e Cody Lambert em Step by Step. Mitchell também tem uma faixa preta em Taekwondo e é um profissional qualificado de Muay Thai.

## Vida pessoal
Mitchell nasceu em Los Angeles, Califórnia,o filho de um fabricante de vestuário. Mitchell é judeu, de origem russa. Em 1990, ele se casou com Jeannette Robbins . Os dois tiveram quatro filhos juntos antes de se divorciar em 1997. Durante o casamento de Mitchell com Robbins, a polícia foi chamada à casa do casal para investigar denúncias de abuso doméstico. Ele mais tarde, afirmou em tribunal que suas acusações de violência doméstica resultaram da tentativa de proteger seus filhos de sua mãe fisicamente abusiva, a quem acusou de ser uma usuária de drogas. Ele foi capaz de obter a custódia total de seus quatro filhos, e a mãe recebe, de maneira limitada, o direito de visitação supervisionada cinco vezes por ano .
Em dezembro de 2010, casou-se com Rachel Sasha Mitchell, também conhecida como Sharmaine Rayner . 

## Carreira
Antes de atuar, Mitchell foi muitas vezes utilizado como um modelo para Bruce Weber  . 
De 1989 a 1991, Mitchell apareceu no sucesso da CBS em horário nobre,a novela Dallas(como James Beaumont , o filho ilegítimo de  JR Ewing). Ele fez participações especiais em outras séries, incluindo Rags to Riches  .
Ele teve o papel principal no filme de 1988 Ponto do Bensonhurst e em 1994 no filme Class of 1999 II: The Substitute . Ele estrelou em Kickboxer 2  e a terceira e quarta parcelas da série cinematográfica. Ele também apareceu em um filme comercial, 3 Musketeers , em 1989.
Seu mais conhecido papel veio no seriado da ABC  Step by Step, onde fez o sobrinho do personagem do ator Patrick Duffy(Duffy teve também fez o tio de Mitchell em Dallas).
No início de 2000, Mitchell atuou em vários filmes e seriados e fez aparições em JAG, NYPD Blue, e  ER.
Um retorno a franquia Kickboxer está sendo cogitado, onde Mitchell voltaria ao papel de David Sloan, que teria morrido no filme número 5, porém nesta continuação seria revelado que sua morte foi uma farsa.

## Filmografia
| Filme           | Filme                                  | Filme                  | Filme                         |
| Ano             | Filme                                  | Personagem             | Outras Notas                  |
| --------------- | -------------------------------------- | ---------------------- | ----------------------------- |
| 1987            | Death Before Dishonor                  | Ruggieri               |                               |
| 1988            | Spike of Bensonhurst                   | Spike Fumo             |                               |
| 1991            | Kickboxer 2                            | David Sloan            |                               |
| 1992            | Kickboxer 3 - A Arte da Guerra         | David Sloan            | Direto para vídeo             |
| 1994            | Kickboxer 4                            | David Sloan            | Direto para vídeo             |
| 1994            | Class of 1999 II: The Substitute       | John Bolen             | Direto para vídeo             |
| 2000            | Gangland                               | Derek                  |                               |
| 2000            | Luck of the Draw                       | Buddy                  |                               |
| 2001            | Slammed                                | Slammer                |                               |
| 2003            | The Failures                           | Reflexor               |                               |
| 2003            | Dickie Roberts: Former Child Star      | Angry Driver           |                               |
| Televisão       |                                        |                        |                               |
| Ano             | Título                                 | Personagem             | Notas                         |
| 1986            | Pleasures                              | Antonio                | Filme para televisão          |
| 1986            | St. Elsewhere                          | Southie                | Episódio: Brand New Bag       |
| 1987            | Rags to Riches                         | The Duke               | Episódio: First Love          |
| 1987            | Not Quite Human                        | Bryan Skelly           | Filme para televisão          |
| 1989            | The Flamingo Kid                       | Jeffery Willis         | curta-metragem para televisão |
| 1989            | The Parent Trap IV: Hawaiian Honeymoon | Jack                   | Filme para televisão          |
| 1989–1991       | Dallas                                 | James Richard Beaumont | 39 episódios                  |
| 1991–1996, 1998 | Step by Step                           | Cody                   | 114 episódios                 |
| 1994            | ABC Sneak Peek with Step by Step       | Cody Lambert           | Filme para televisão          |
| 1998            | The Love Boat: The Next Wave           | Ron                    | Episódio: True Course         |
| 2000            | This Is How the World Ends             | Cop                    | Filme para televisão          |
| 2002            | JAG                                    | Commander Curry        | Episódio: First Casualty      |
| 2004–2005       | ER                                     | Bartender/Patrick      | 4 episódios                   |
| 2005            | NYPD Blue                              | Darian Lasalle         | Episódio: Stoli with a Twist  |